# Беркутське сільське поселення
Бе́ркутське сільське поселення (рос. Беркутское сельское поселение) — муніципальне утворення у складі Ялуторовського району Тюменської області, Росія.
Адміністративний центр — село Беркут.

## Населення
Населення — 1222 особи (2020; 1247 у 2018, 1277 у 2010, 1371 у 2002).

## Склад
До складу поселення входять такі населені пункти:
| Населений пункт      | Населення, осіб (2002) | Населення, осіб (2010) |
| -------------------- | ---------------------- | ---------------------- |
| Беркут, село         | 1073                   | 982                    |
| Беркутський, селище  | 62                     | 61                     |
| Менгарська, присілок | 67                     | 67                     |
| Романовське, село    | -                      | -                      |
| Черемушки, селище    | 169                    | 167                    |